# T-15
Der T-15 (Entwicklungsindex: Objekt 149) ist ein russischer Schützenpanzer. Er soll die Schützenpanzer BMP-2 und BMP-3 ablösen. Der T-15 basiert auf der universellen Kettenfahrzeugplattform Armata von Uralwagonsawod. Anders als beim T-14-Kampfpanzer ist der Motor des T-15 vorn angeordnet. Der Öffentlichkeit wurde er während der Parade zum 70. Jahrestag des Sieges der Roten Armee über Hitlerdeutschland am 9. Mai 2015 in Moskau vorgestellt. Bisher wurde der T-15 noch nicht in größerer Stückzahl produziert oder in Dienst gestellt (Stand: Januar 2025). Der Status zu Entwicklung und Indienststellung ist darüber hinaus unbekannt.

## Bewaffnung

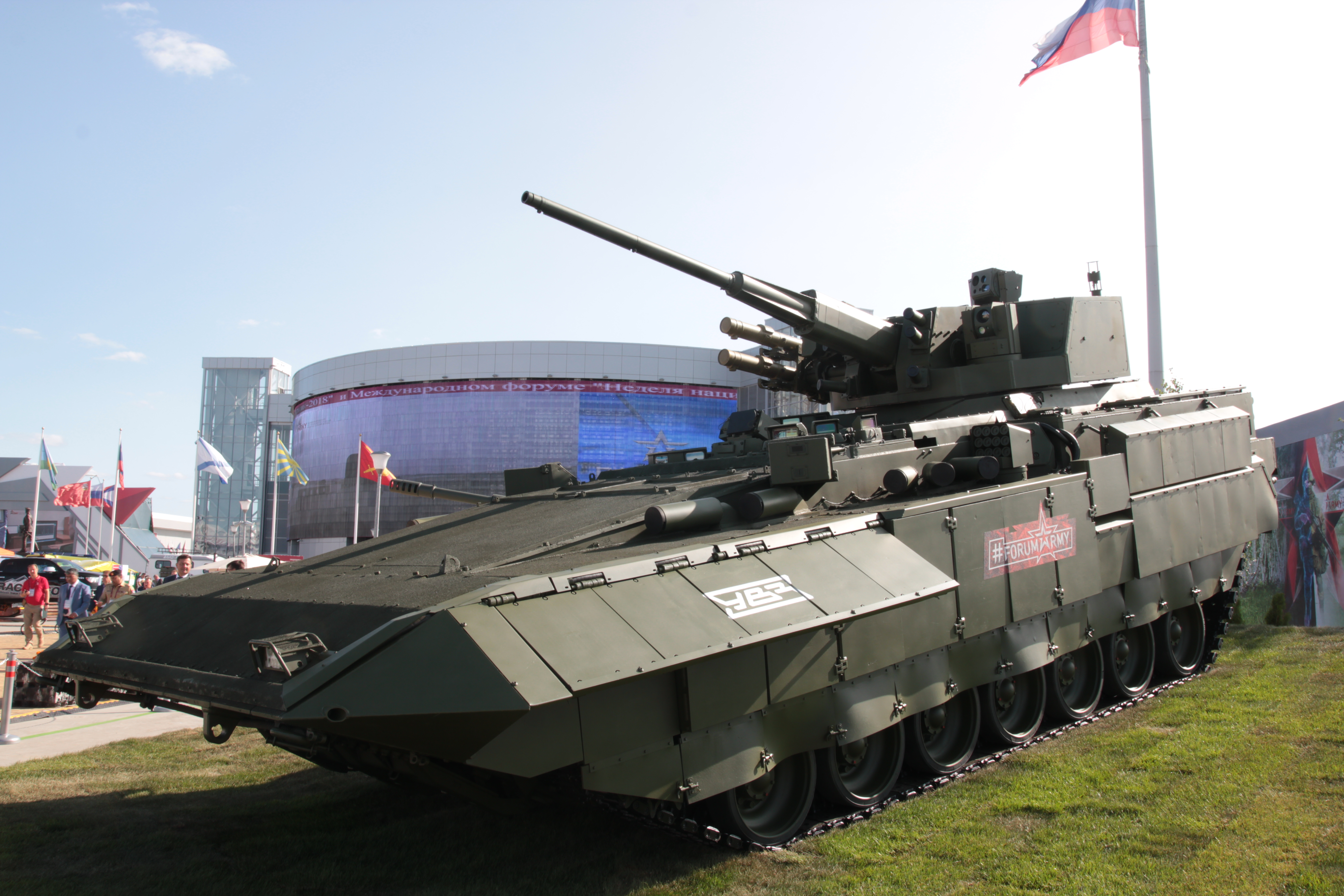
Т-15 mit Turm AU-220M mit 57-mm-BM-57-Kanone

Der T-15 ist mit einer Maschinenkanone 2A42 bewaffnet. Es sollen 500 Schuss Munition mitgeführt werden. Als Sekundärbewaffnung dient ein MG im Kaliber 7,62 mm, der Kampfsatz besteht aus 2000 Schuss. Zusätzlich führt der T-15 noch vier schussbereite Kornet-EM mit einer effektiven Reichweite von 150 bis 10.000 Metern mit. Die Panzerabwehrlenkwaffen funktionieren nach dem Fire-and-Forget-Prinzip und können sowohl mit einem thermobarischen als auch Tandemhohlladungssprengkopf verwendet werden. Alternativ kann der T-15 auch mit einem Turm mit einer 57-mm-Kanone und 9K120-Ataka-Panzerabwehrraketen ausgerüstet werden.

## Panzerung
Der T-15 ist mit einer Verbundpanzerung ausgestattet. An jeder Seite des Fahrzeugs befinden sich fünf Zylinder mit Projektilen, die Lenkraketen und Geschosse abwehren sollen. Diese stellen eine der wesentliche Komponenten des Afganit-Hard- und Softkillsystems dar. Zusätzlich befindet sich auf jeder Seite auch ein Behälter mit je zwölf Rauchgranaten.

## Antrieb

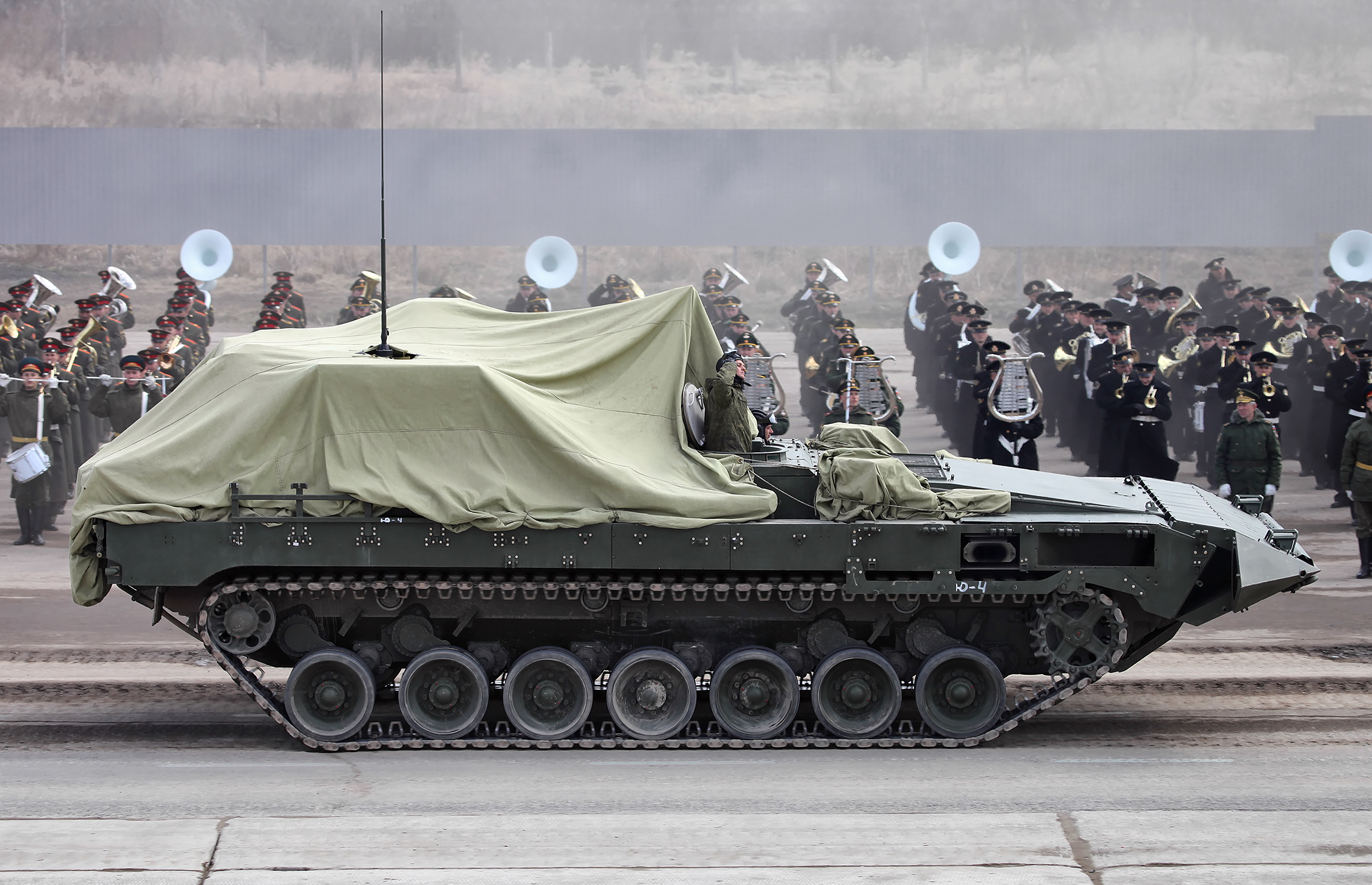
Laufwerk des T-15

Als Antrieb dient der X12-Dieselmotor A-85-3A (12N360) aus dem Tscheljabinsker Traktorenwerk, der etwa 1.103 kW (1.500 PS) leistet. Die Wanne des T-15 wurde – im Vergleich zum T-14 – um 180° gedreht, sodass sich Motor, Getriebe und Antriebsräder im Bug des Fahrzeuges befinden, um im Heck Platz für die Ausstiegsluke der mitgeführten Infanterie zu gewinnen. Das Laufwerk des T-15 ist ein Stützrollenlaufwerk mit 7 drehstabgefederten Lauf- und 4 Stützrollen auf jeder Seite. Die jeweils vorderen und hinteren beiden Laufrollen sind mit hydraulischen Rotationsstoßdämpfern versehen. Als Gleiskette dient eine Verbinderkette mit 93 Gliedern und Mittelführungszahn.